# Старый Чирчим
Старый Чирчим — село в Камешкирском районе Пензенской области России. Входит в состав Новошаткинского сельсовета.

## География
Находится в верховьях реки Чирчим в 36 км от районного центра села Русский Камешкир.

## История
Село основано не позднее 1715 года на земле, отказанной в 1700 году бригадиру В. П. Шереметеву, князю А. В. Долгорукову, П. В. Собакину, И. П. Леонтьеву и другим помещикам. До 1781 входило в Узинский стан Пензенского уезда, затем до 1928 — волостной центр Кузнецкого уезда Саратовской губернии. В середине 19 века — базарное село, одна его часть заселена государственными, другая — помещичьими крестьянами. В 1872 году открылась земская школа. В 1877 имелись 8 лавок, водяная мельница, базар, церковь, школа, 2 постоялых двора. В начале XX века действовали 3 мельницы с нефтяными и водяными, а также комбинированным двигателями. Крестьяне занимались промыслами (распиловка леса, в том числе в Заволжье; батрачество, поденщина).
С 1928 года село являлось центром сельсовета Камешкирского района Кузнецкого округа Средне-Волжской области (с 1939 года — в составе Пензенской области). В годы коллективизации в селе было создано 5 колхозов, после объединения которых создан колхоз имени Булганина, а затем на его базе - «Родина». В 1936 г. открылась машинно-тракторная станция. Около 400 жителей села погибли в годы Великой Отечественной войны. Законом Пензенской области от 22.12.2010 г. Старочирчимский сельсовет был упразднен, село вошло в состав Новошаткинского сельсовета.

## Население
| 1795  | 1859  | 1877  | 1897  | 1911  | 1926  | 1930  |
| ----- | ----- | ----- | ----- | ----- | ----- | ----- |
| 2712  | ↗3059 | ↘2672 | ↗3256 | ↗3834 | ↗4508 | ↗4975 |
| 1939  | 1959  | 1979  | 1989  | 1996  | 2002  | 2010  |
| ↘2717 | ↘1963 | ↘1192 | ↘1052 | ↘1038 | ↘915  | ↘789  |

## Инфраструктура
1990-е годы в селе правление ОАО ″Родина″ (на базе бывшего одноименного колхоза), машинно-тракторная мастерская, 4 молочно-товарных фермы, 6 тракторно-полеводческих бригад. Зерновое хозяйство, мясо-молочное производство, дом культуры, участковая больница, средняя школа, библиотека, общественный историко-краеведческий музей. Памятник воинам-землякам, погибшим в годы Великой Отечественной войны. Дом культуры (в 2003 началась реконструкция).

## Известные люди
Родина Героя Советского Союза, лейтенанта, комсорга стрелкового батальона Александра Федоровича Лёвина (род. в 1922 г.), отличившего в боях за Днепр; героя войны, офицера-артиллериста Ивана Павловича Деркина, награжденного орденами Ленина, двумя – Красного Знамени, а также орденами Отечественной войны и Красной Звезды, погибшего при штурме Берлина.